# Dombeya mangorensis
Dombeya mangorensis är en malvaväxtart som beskrevs av Arenes. Dombeya mangorensis ingår i släktet Dombeya och familjen malvaväxter. Inga underarter finns listade i Catalogue of Life.